# George Caleb Bingham
Pour les articles homonymes, voir Bingham.

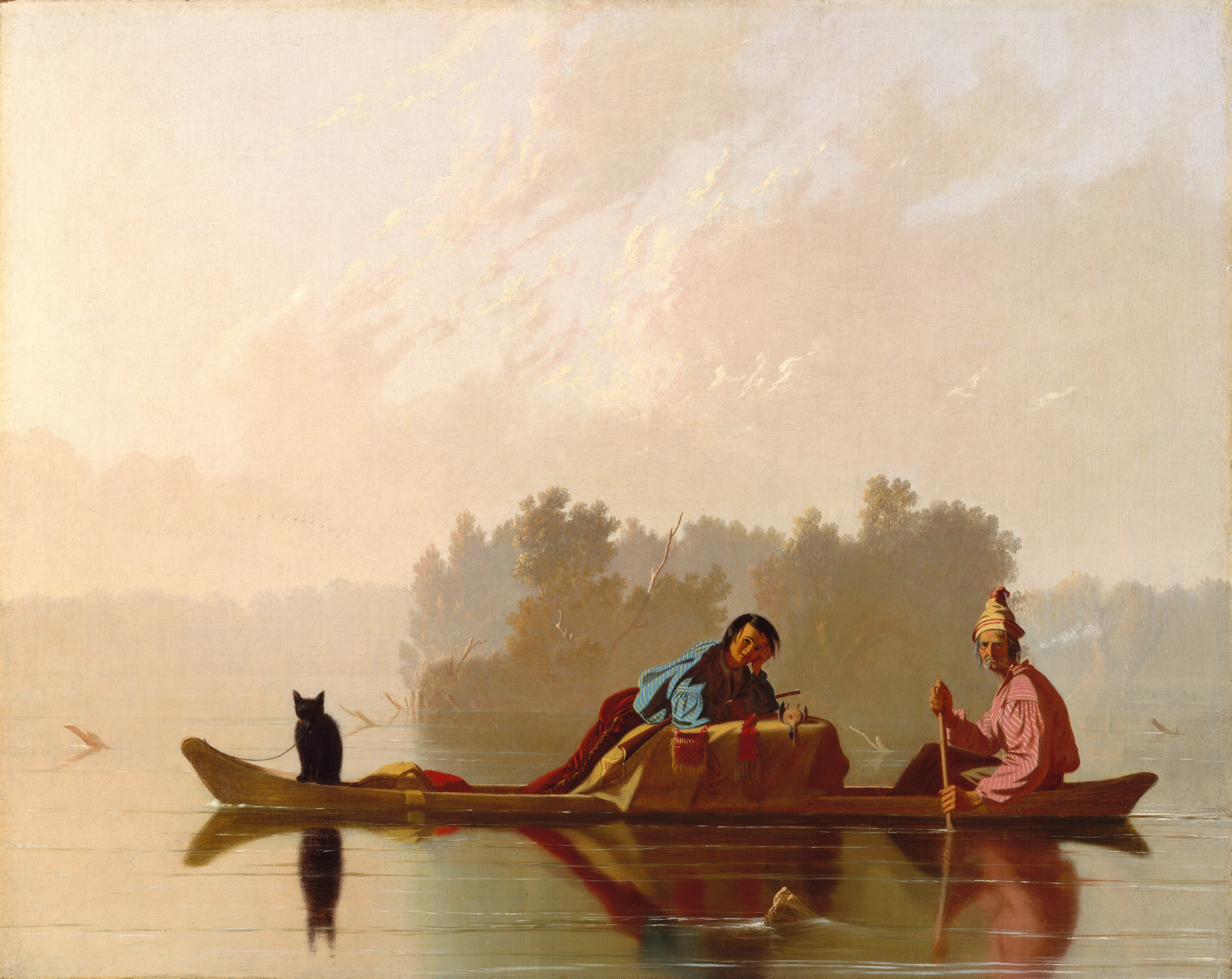
Marchands de fourrures descendant le Missouri, 1845, Metropolitan Museum of Art, New York

George Caleb Bingham (Comté d'Augusta, Virginie, 20 mars 1811 - Kansas City, Missouri, 7 juillet 1879) est un peintre américain.

## Biographie
Deuxième des sept enfants de Mary Amend et Henry Vest Bingham, propriétaire grâce à son mariage de 1180 acres (4,8 km2) de terres et de plusieurs esclaves. Henry Bingham offre le terrain et le moulin à titre de caution pour la dette d'un ami et, quand ce dernier meurt en 1818, tout est perdu. La famille Bingham déménage à Franklin au Missouri.
Autodidacte, George Caleb Bingham fait sa seule et première exposition à l'âge de neuf ans sur la propriété de ses parents quand le portraitiste américain Chester Harding qui est en voyage au Missouri, remarque son talent et profite de son séjour pour conseiller le jeune artiste. Cette expérience laisse à Bingham une forte impression.
En 1823, le père Henry Bingham, alors juge de la Cour du comté de Howard, meurt à trente-huit ans du paludisme. Sa femme ouvre une école de jeunes filles ; George, âge de 12 ans, y travaille comme concierge pour aider à garder la famille à flot. À seize ans, il est apprenti de l'ébéniste Jesse Green, puis Justinien Williams. Tous deux sont des ministres méthodistes. Aussi, sous leur tutelle, Bingham étudie les textes bibliques, prêche à des réunions et pense même à devenir ministre du culte. Il a également envisagé de devenir un avocat.
À 19 ans, il peint des portraits pour 20,00 $ chacun, achevant souvent une commande en une seule journée. Bien que son art soit encore en développement, il impressionne par son talent de dessinateur et sa capacité à donner de une nette ressemblance entre la toile et son sujet. Bientôt, le jeune homme se rend à Saint-Louis pour exercer son métier, mais contracte la rougeole. La maladie le laisse affaibli et définitivement chauve.
Dès 1838, à Saint-Louis, il a est renommée comme portraitiste. Son atelier est visité par plusieurs notables et hommes d'Etat de la région, y compris l'avocat James S. Rollins, qui allait devenir un de ses grands amis. Pour parfaire ses études, il passe trois mois à Philadelphie, en Pennsylvanie, avant de se rendre à New York pour visiter l'Académie américaine de design.
En 1848, il est élu à l'Assemblée générale du Missouri, devenant ainsi l'un des rares artistes à avoir été un homme politique de l'État. Membre du Parti démocrate, il exprime sa passion pour la politique en peignant une série de tableaux représentant la liesse populaire lors des périodes d'élections.
En 1856, il quitte l'Amérique pour l'Europe avec sa seconde épouse Eliza et sa fille cadette. Après un séjour de quelques mois à Paris, où le peintre donne réalité à son rêve longtemps caressé d'étudier les grands maîtres au Musée du Louvre. Il se rend ensuite avec les siens en Allemagne. Jusqu'en 1859, il assiste aux cours de l'École de Düsseldorf, fondée par Wilhelm von Schadow, et son style évolue vers un trait plus incisif. Dans cette institution, il côtoie de nombreux artistes américains et allemands, dont Emanuel Leutze, le peintre d'histoire américain dont la notoriété est déjà importante, et avec qui il noue une solide amitié.
À son retour en Amérique, Bingham peint de nouveau des portraits, qui aura toujours été un fructueux travail alimentaire.
Pendant la guerre de Sécession, il est nommé Trésorier de l'État du Missouri. Grâce à des nominations politiques, il demeure très impliqué dans la vie politique pendant les années qui suivent la fin de la guerre civile. En 1874, il est nommé président du Kansas City Board of Police Commissioners, puis devient le chef de la police. En 1875, le gouverneur nomme Bingham adjudant-général du Missouri, et par la suite il est souvent désigné comme le général Bingham.
Vers la fin de sa vie, bien que très malade, il devient professeur d'art à l'Université du Missouri-Columbia.
Tombées dans l'oubli après sa mort, ses œuvres, qui sont associées au mouvement du Luminisme américain, sont redécouvertes dans les années 1930. Son tableau le plus célèbre demeure les Marchands de fourrures descendant le Missouri (1845), exposé au Metropolitan Museum of Art de New York.

## Œuvre
George Bingham est le peintre du mythe américain, représentant des scènes qui soulignent le rôle positif des colons dans l'apport de la civilisation vers les terres sauvages. Scènes de chasse et vie quotidienne sur les fleuves (série des « bateliers ») ont contribué à forger sa renommée nationale dès 1840.
- Marchands de fourrures descendant le Missouri  (1845), huile sur toile, 73,5 × 92,5 cm, New York, Metropolitan Museum of Art.

## Galerie

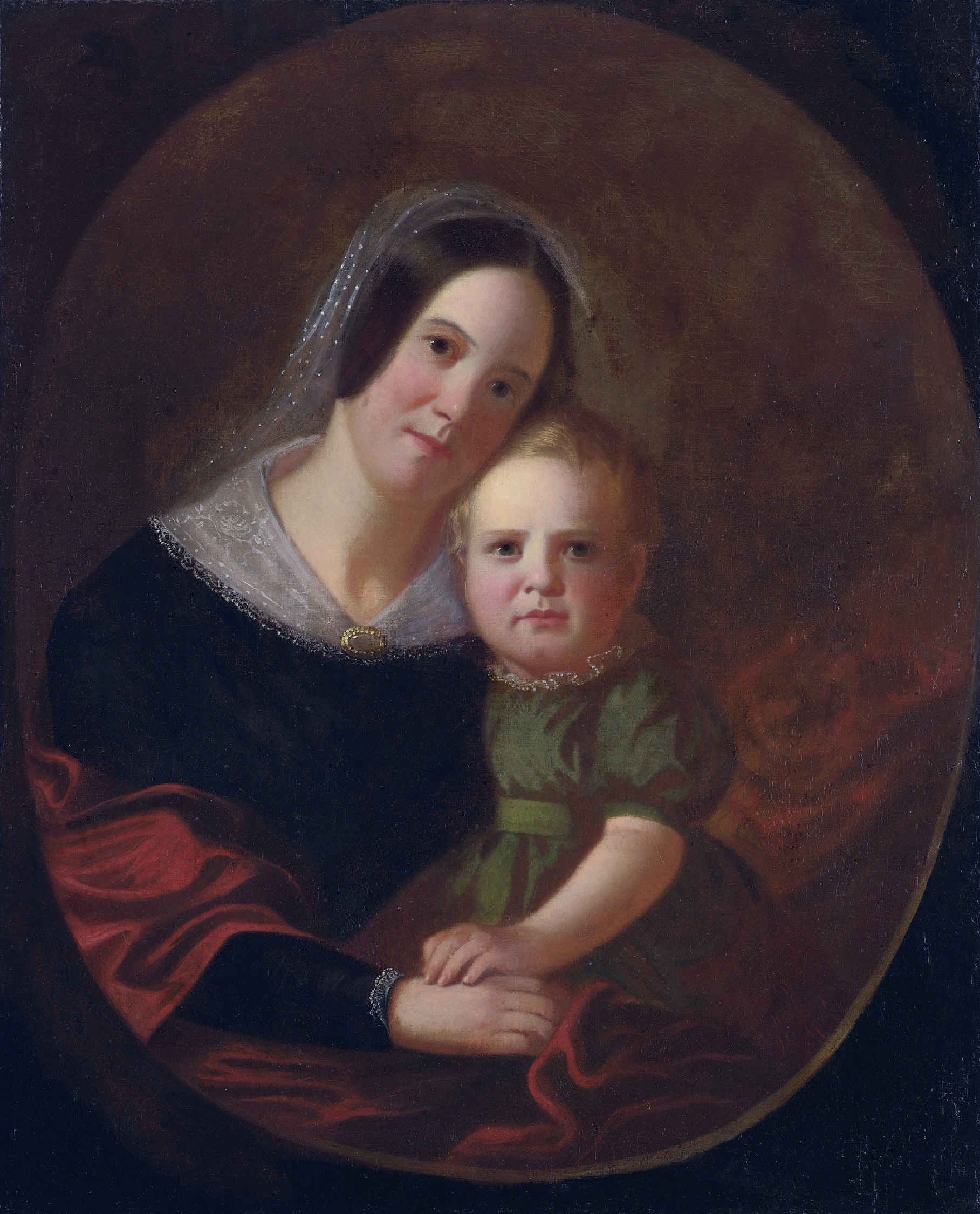
Mrs George Caleb Bingham (Sarah Elizabeth Hutchison) et son fils, Newton, vers 1841, collection particulière
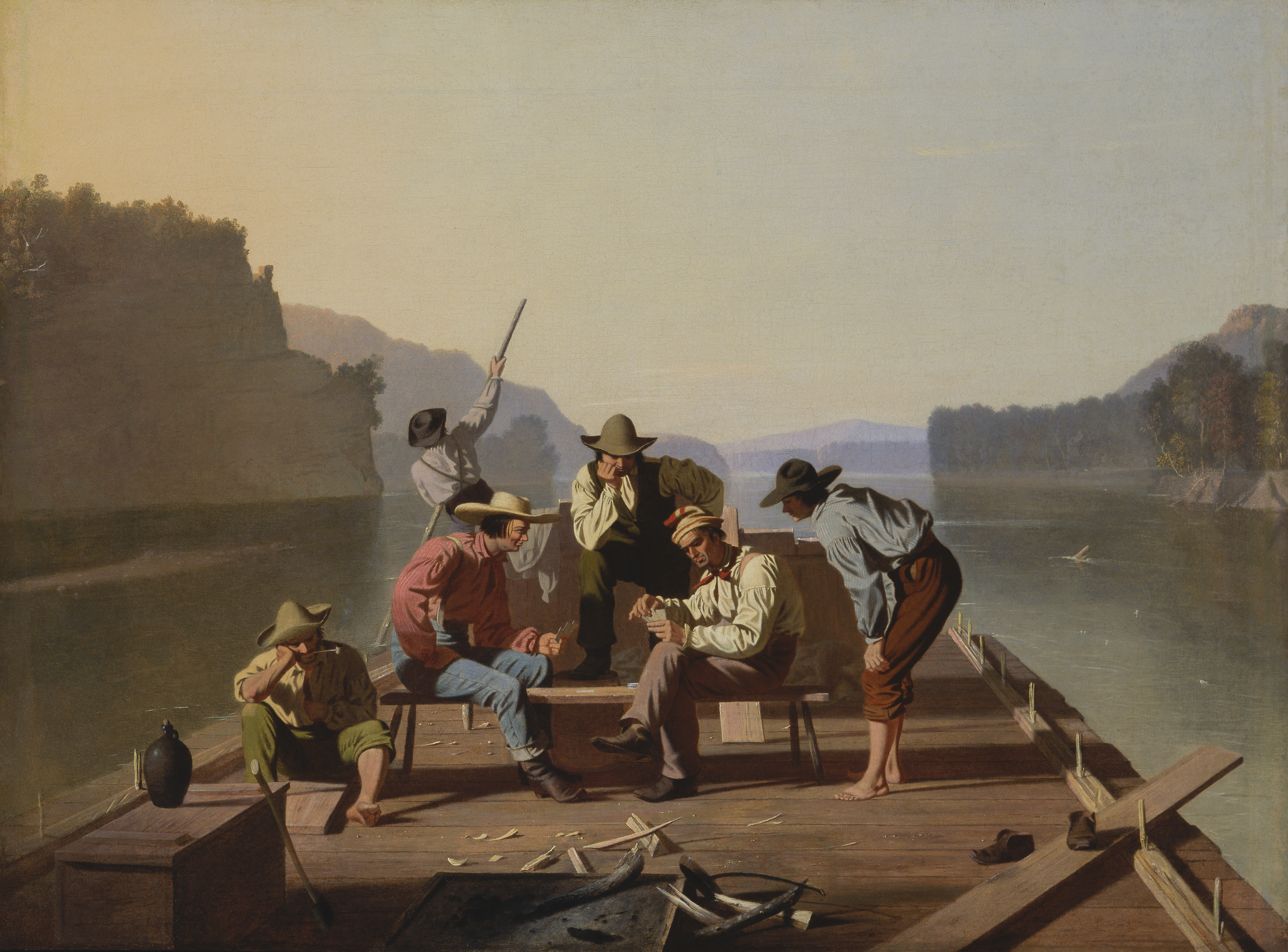
Raftsmen Playing Cards, 1847, Musée d'art de Saint-Louis, Saint-Louis
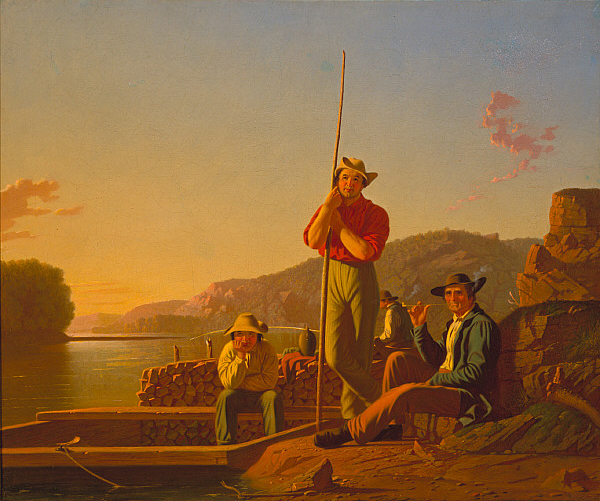
The Wood-Boat, 1850, Musée d'art de Saint-Louis, Saint-Louis
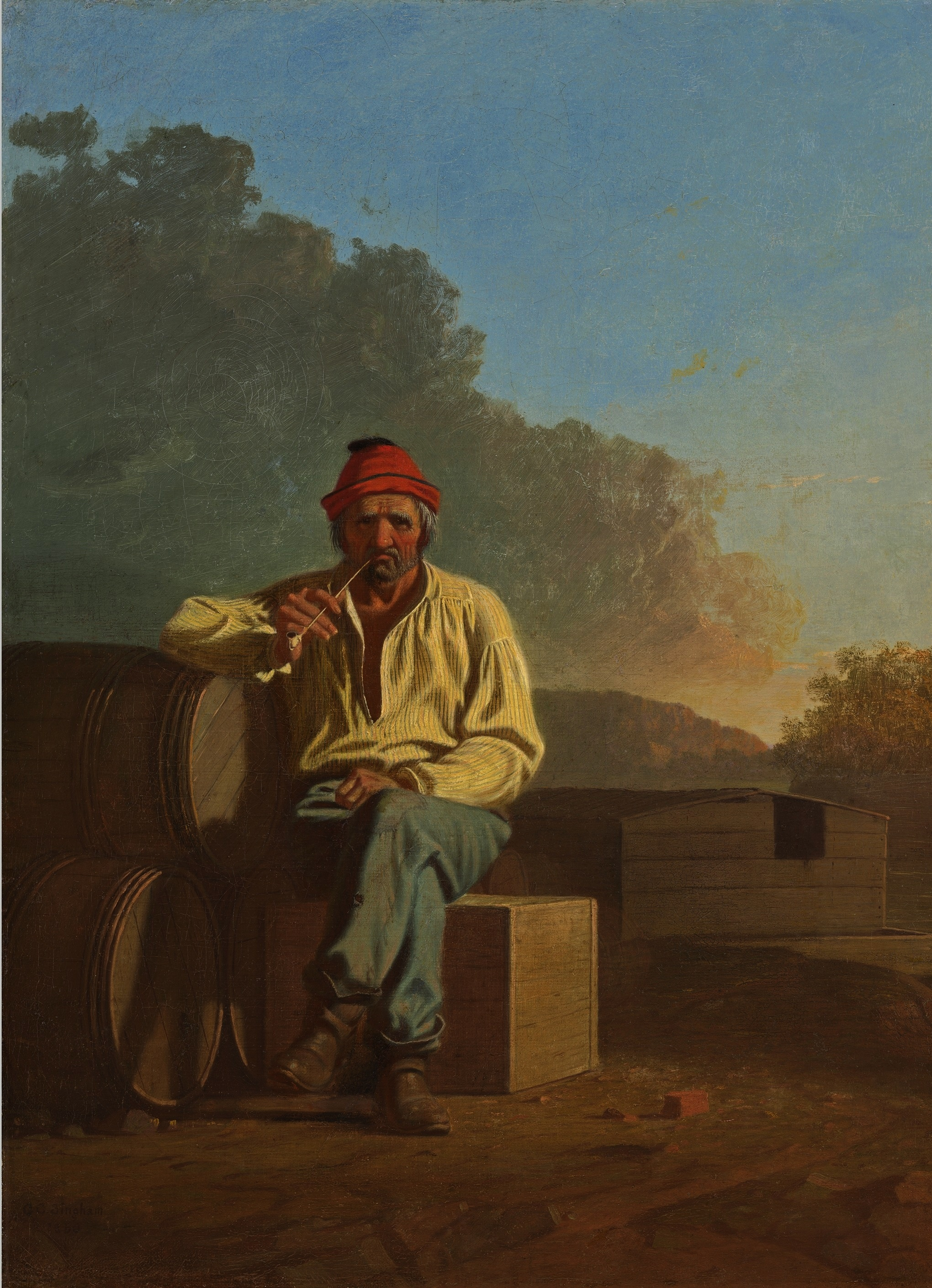
Mississippi Boatman, 1850, National Gallery of Art, Washington
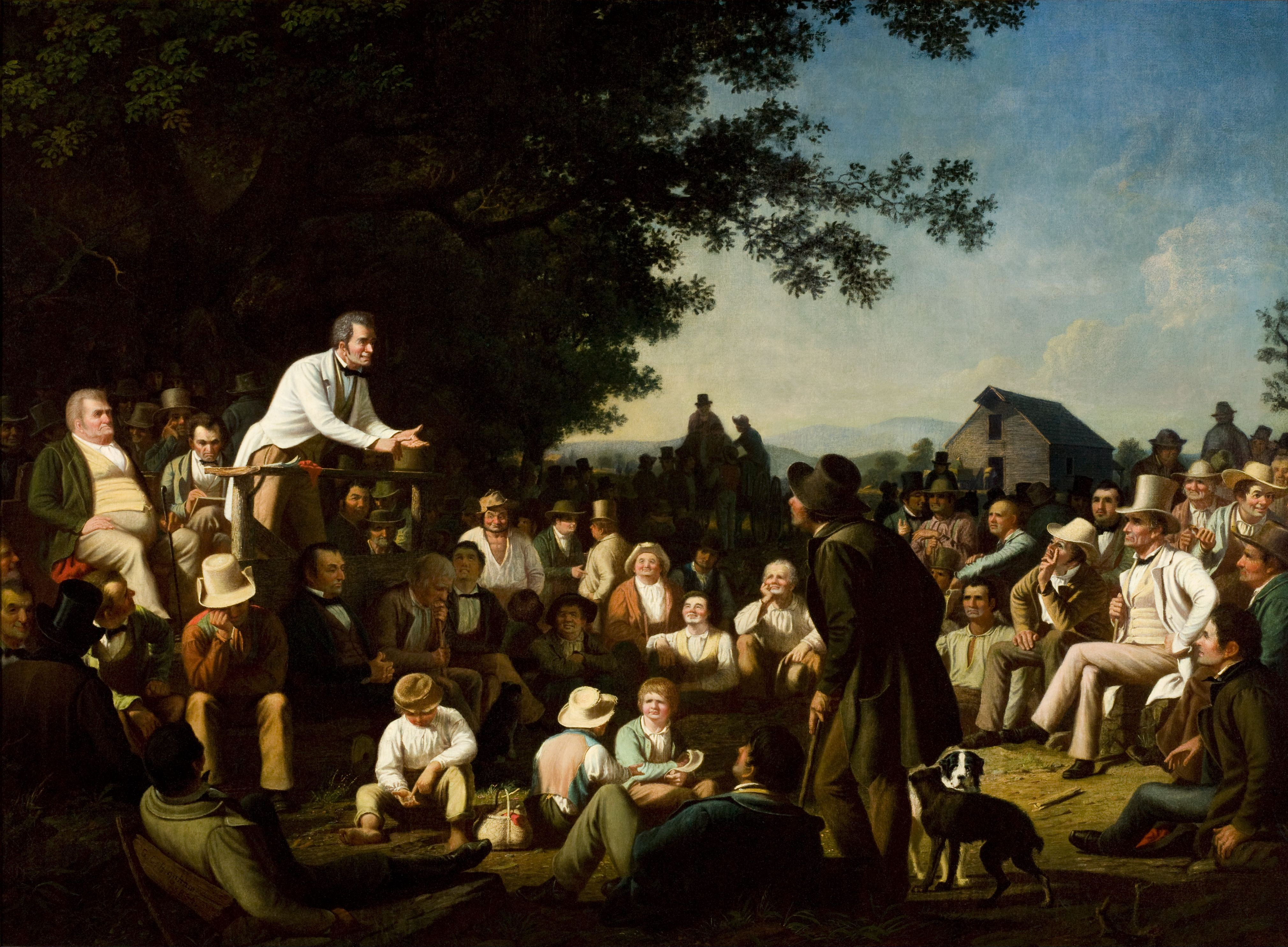
Stump Speaking, 1853-1854, Musée d'art de Saint-Louis, Saint-Louis
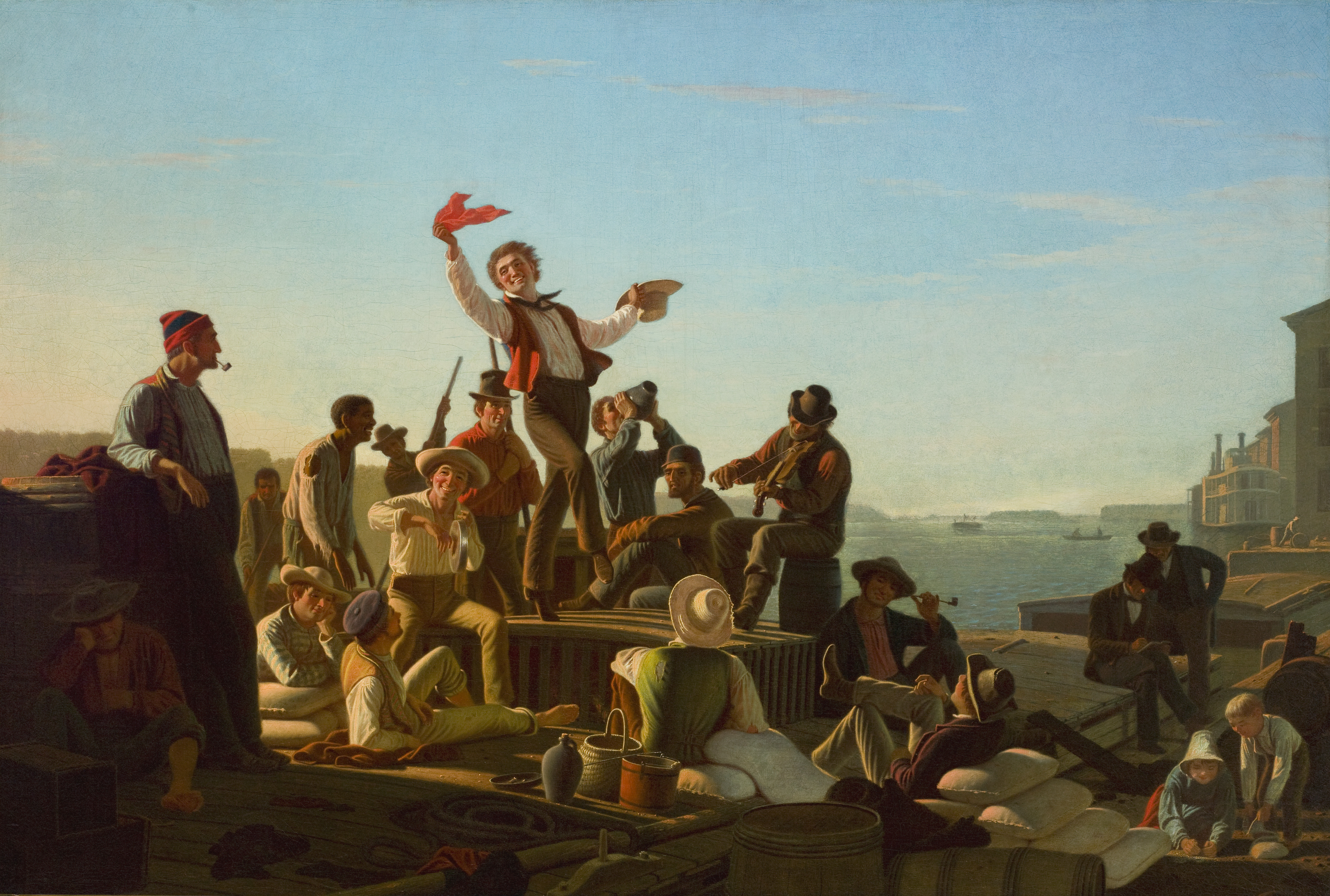
Jolly Flatboatmen in Port, 1857, Musée d'art de Saint-Louis, Saint-Louis
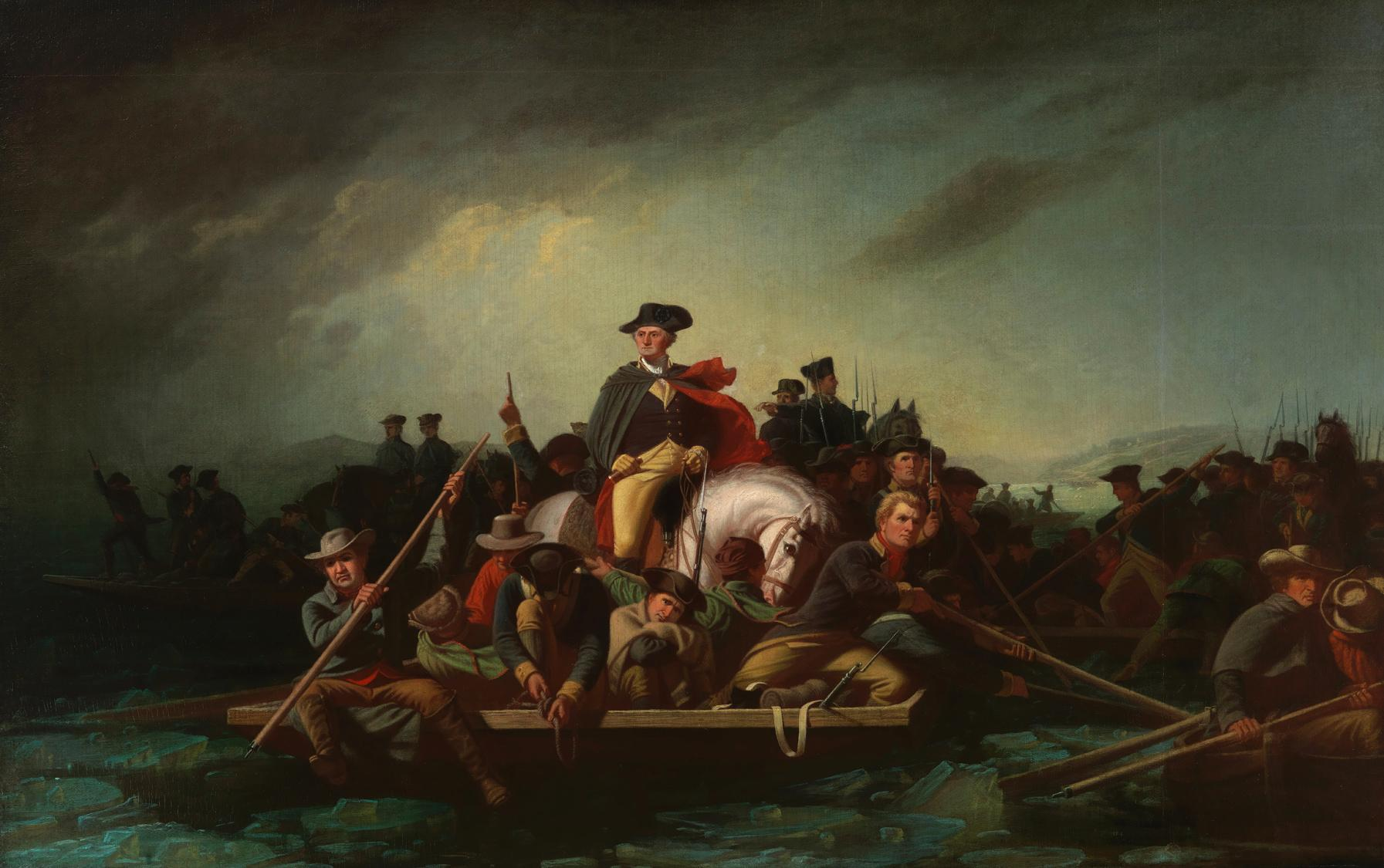
Washington Crossing the Delaware, 1856-1871, Chrysler Museum of Art, Norfolk (Virginie)
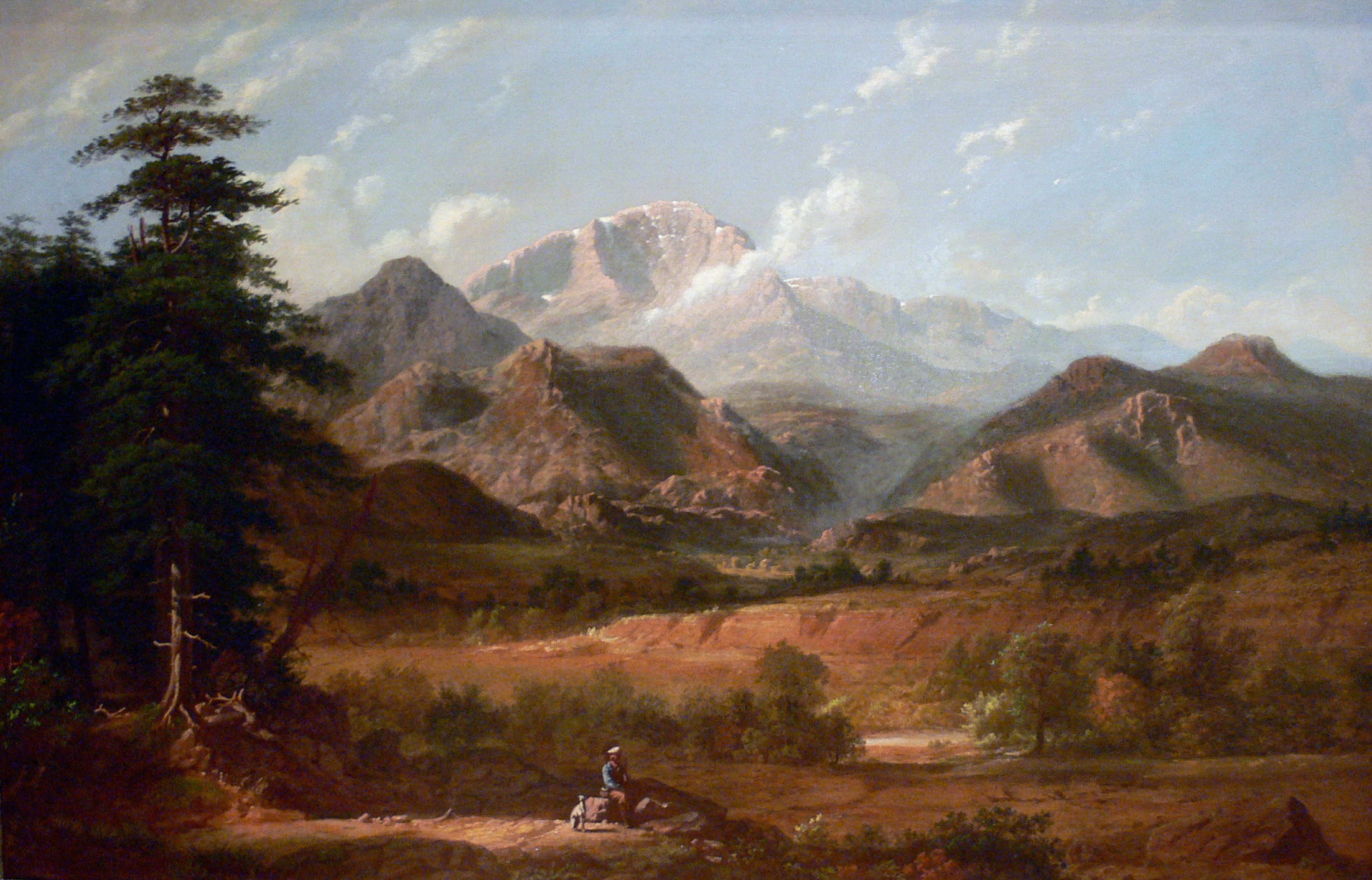
View of Pikes Peak, 1872, Amon Carter Museum of American Art, Fort Worth, Texas